# La sparatoria
La sparatoria (The Shooting) è un film del 1966 diretto da Monte Hellman e prodotto da Jack Nicholson con il regista. Il film è stato girato nei territori desertici dello Utah, in contemporanea con un'altra pellicola: Le colline blu.

## Trama
Il minatore ed ex cacciatore di taglie Willet Gashade torna al proprio accampamento, dove scopre dal racconto del suo giovane socio Coley che il fratello Coigne Gashade è fuggito dopo aver ucciso accidentalmente, poiché ubriaco, un uomo ed un bimbo. L'altro socio Leland, invece, è stato freddato da un misterioso avventore durante la notte precedente. Il giorno successivo giunge all'accampamento una giovane donna misteriosa, che si rifiuta di rivelare il proprio nome, e chiede ai due uomini di scortarla attraverso il deserto. Dopo un'iniziale riluttanza, Willet e Coley (convinti anche dall'abbondante somma che viene loro offerta) decidono di accettare la richiesta della ragazza.
Parallelamente all'inizio della marcia, comincia a delinearsi una serie di enigmi che sconvolgono la tranquillità di Willet. La donna si rifiuta tenacemente di rivelare la meta definitiva e lo scopo della missione, inoltre, in determinati orari della giornata, si mette a sparare nel vuoto (probabilmente per segnalare la posizione a qualcuno che li segue dalla distanza). Mentre con il prosieguo della traversata Coley s'innamora della donna, Willet intuisce, dalla costante presenza di tracce sul terreno, che la loro cliente sta inseguendo qualcuno. Durante una sosta ad un maneggio, un indiano consegna un biglietto alla donna. Interrogato dal minatore, quest'ultimo afferma di aver ricevuto istruzioni di consegna del messaggio da un uomo “con la barba”.
Il viaggio prosegue e Willet diventa sempre più diffidente. La donna ha perfettamente intuito la cotta che Coley ha preso nei suoi confronti e decide di sfruttare la situazione a proprio vantaggio: legando a sé il ragazzo, infatti, scongiura qualsiasi tentativo di abbandono da parte del minatore. Nel frattempo le tracce sulla pista (che inizialmente sembravano condurre ad una cittadina nei pressi) subiscono una brusca sterzata. La donna ordina di cambiare via e si dirige lungo la nuova traccia. Poco tempo dopo, essendo ormai Willet al corrente del fatto, la stessa decide di far uscire allo scoperto il misterioso inseguitore: si tratta del cinico e spietato pistolero Billy Spear.
Con l'aggiunta di una quarta persona, i rapporti tra Willet e la donna si fanno sempre più tesi e ambigui. Il minatore stesso ammette di voler proseguire la marcia perché guidato da una sensazione che non è in grado di decifrare. Il killer, nel frattempo, scombussola dall'interno le dinamiche di gruppo: quando, a causa di una zoppia, la donna è costretta ad abbandonare il proprio cavallo e Coley, da innamorato, le dona il suo, Spear impone al ragazzo di rimanere ad aspettarli in quel lembo di deserto. Prima di partire l'assassino confessa a Coley di essere stato l'esecutore dell'omicidio di Leland.
Ora sono solamente in tre a cavalcare. All'improvviso, si staglia all'orizzonte la figura di un uomo ferito. La donna pretende di essere la sola a parlargli. I tre proseguono dritto. Coley, però, restio a rimanere da solo, segue i tre a piedi. Incontra l'uomo ferito e gli parla. Prima di lasciarlo gli regala un rudimentale giochino di pazienza e prende il suo cavallo. Una volta raggiunto il gruppo confessa a Willet le rivelazioni fattegli dal pellegrino ferito: la donna e il killer sono sulle tracce di Coigne. Spear corre verso di lui e, poiché questi gli punta in maniera avventata la pistola, lo fredda. Willet, disperato, gli scava una fossa con le proprie mani.
Il viaggio è ormai alla fine. Il cavallo di Coigne giace a terra stramazzato e l'uomo, a piedi, è visibile a occhio nudo. Spear vorrebbe liberarsi di Willet e gli intima di cedergli il suo cavallo. Questi obbedisce ma continua a seguire il gruppo a piedi. La donna, finalmente, ammette la sua identità: è la moglie dell'uomo e la madre del bambino uccisi da Coigne, mentre era ubriaco.
Il fuggitivo è ora davanti agli occhi dei tre. Approfittando di un attimo di distrazione di Spear, il minatore lo ferisce pesantemente alla mano destra con un sasso. La donna ha ormai raggiunto Coigne, che si sta arrampicando su una collina rocciosa. Willet li raggiunge e inizia un conflitto a fuoco. Coigne si rivela essere fratello gemello di Willet. Purtroppo non sapremo mai chi è stato ucciso e da chi nel corso della sparatoria.

## Produzione
Con un passato di regista di teatro, Hellman entrò nel circuito cinematografico grazie all'aiuto di Roger Corman, leggendario regista di horror di serie B. Dopo aver diretto nel 1964 due film dell'orrore a basso costo interpretati da Jack Nicholson (anch'egli lanciato da Corman), Back Door to Hell e Flight to Fury, i due presentarono allo stesso Corman la sceneggiatura di un terzo film che avrebbe dovuto intitolarsi Epitaph. A quest'ultimo, però, lo script non piacque, ma chiese ad Hellman di girare due western (che sarebbero stati prodotti contemporaneamente) per la sua casa di produzione.
Il primo dei due (Le colline blu) venne scritto dallo stesso Nicholson mentre per il secondo, La sparatoria, Hellman contattò Carol Eastman (che però nel film si firma Adrien Joyce). La sceneggiatura iniziale della Eastman venne in parte accorciata e rabberciata dal regista, seguendo anche dei suggerimenti dati dal medesimo Corman.
Inizialmente per il ruolo di Willet Gashade era stato considerato Sterling Hayden, ma in seguito Hellman preferì optare per Warren Oates, che collaborerà anche in futuro col regista, tra gli altri, in un capolavoro come Strada a doppia corsia. Millie Perkins, che interpreta il ruolo della donna misteriosa, era invece la vicina di casa di Hellman, e conosceva sia il regista sia Nicholson da molto tempo.
Le riprese iniziarono con un budget di 75 000 dollari, con Corman nelle vesti di produttore esecutivo ed Hellman e Nicholson in quelle di produttori. In seguito il regista avrebbe dichiarato che la scelta di Nicholson come produttore si sarebbe rivelata come “il più grande errore della sua vita”, poiché l'attore era continuamente preoccupato dall'eventualità di uno sforamento. Alla fine però il film sarebbe stato completato rispettando il budget previsto.
Il film, girato insieme a Le colline blu, fu montato da Hellman, che impiegò oltre un anno per completare il lavoro. Quando uscì, ricevette un'eccellente accoglienza al Montreal World Film Festival, ma il film ha acquistato popolarità solo negli ultimi anni.